# Fantastica!
Fantastica! è la sesta raccolta italiana di Raffaella Carrà, pubblicata nel 1982 dall'etichetta discografica CBS Italiana.

## La storia
Nel 1982 Raffaella torna al grande successo televisivo dopo quattro anni di assenza dai teleschermi italiani (se si esclude la trasmissione Millemilioni girata all'estero), diventando la primadonna del varietà Fantastico, show del sabato sera di Rai 1 condotto al fianco di Corrado. Proprio dalla trasmissione viene tratta ispirazione per il titolo della compilation, che celebra i successi discografici più recenti pubblicati con l'etichetta CBS nei quattro anni precedenti, e che Raffaella aveva portato in giro per il mondo. La raccolta è praticamente l'ultimo obbligo contrattuale in seguito al passaggio della cantante alla Hispavox, etichetta discografica spagnola con la quale inciderà tre album tra il 1981 ed il 1985.

## Il disco
Raccolta a prezzo economico pubblicata dalla CBS su LP e MC per la serie Embassy/Musica più.
Il titolo è riportato in copertina con il punto esclamativo, a differenza della stampa sul tondino dell'LP e sulla musicassetta che lo riportano senza.
NON promossa dalla cantante, nessun inedito.

## Tracce
Edizioni musicali Anteprima.
Lato A
1. Tanti auguri – 3:50 (testo: Gianni Boncompagni, Daniele Pace – musica: Gianni Boncompagni, Paolo Ormi; edizioni musicali Sugar Music)
2. Pedro – 3:22 (testo: Gianni Boncompagni – musica: Gianni Boncompagni, Paolo Ormi, Franco Bracardi)
3. Torna da me – 2:55 (testo: Gianni Belfiore, Gianni Boncompagni – musica: Franco Bracardi)
4. Amoa – 3:25 (testo: Gianni Boncompagni – musica: Gianni Boncompagni, Paolo Ormi; edizioni musicali Sugar Music)
5. Ratataplan – 3:57 (testo: Gianni Belfiore, Gianni Boncompagni – musica: Mariano Detto; edizioni musicali CAM)
6. Mi spendo tutto – 3:33 (testo: Gianni Belfiore – musica: Gianni Boncompagni, Paolo Ormi)
7. Drin drin – 3:33 (testo: Gianni Belfiore, Gianni Boncompagni – musica: Franco Bracardi)
8. A parole – 3:38 (testo: Gianni Belfiore, Gianni Boncompagni – musica: Franco Bracardi)

Lato B
1. Domani – 3:28 (testo: Gianni Belfiore – musica: Franco Bracardi)
2. Sono nera – 3:45 (testo: Gianni Boncompagni – musica: Gianni Boncompagni, Paolo Ormi; edizioni musicali Sugar Music)
3. E salutala per me – 4:35 (testo: Gianni Boncompagni – musica: Franco Bracardi)
4. Luca – 3:53 (testo: Gianni Boncompagni – musica: Gianni Boncompagni, Paolo Ormi; edizioni musicali Sugar Music)
5. Ma che vacanza è – 2:55 (testo: Gianni Belfiore, Gianni Boncompagni – musica: Franco Bracardi)
6. Io non vivo senza te – 3:27 (testo: Gianni Belfiore – musica: Gianni Boncompagni, Paolo Ormi)
7. Ciak – 3:03 (testo: Cristiano Malgioglio – musica: Corrado Castellari)
8. Amicoamante – 2:56 (testo: Gianni Belfiore – musica: Franco Bracardi)

## Musicisti

### Artista
- Raffaella Carrà - voce

### Arrangiamenti e direzione orchestrale
- Danilo Vaona - Torna da me, E salutala per me, Ciak
- Adelio Musso - A parole, Ma che vacanza è
- Paolo Ormi - altri brani